# Side tänav (Pärnu)
La rue de liaison (estonien : Side tänav) est une rue de Pärnu en Estonie.

## Situation et accès
La rue Side tänav traverse les quartiers d'Eeslinn et de Rannarajoon.
La rue part de la rue Karja tänav et s'étend vers le sud-ouest jusqu'à ce qu'elle se termine à son intersection avec le boulevard Ranna puiestee. 
La longueur de la rue est d'environ 965 mètres.

## Bâtiments remarquables et lieux de mémoire

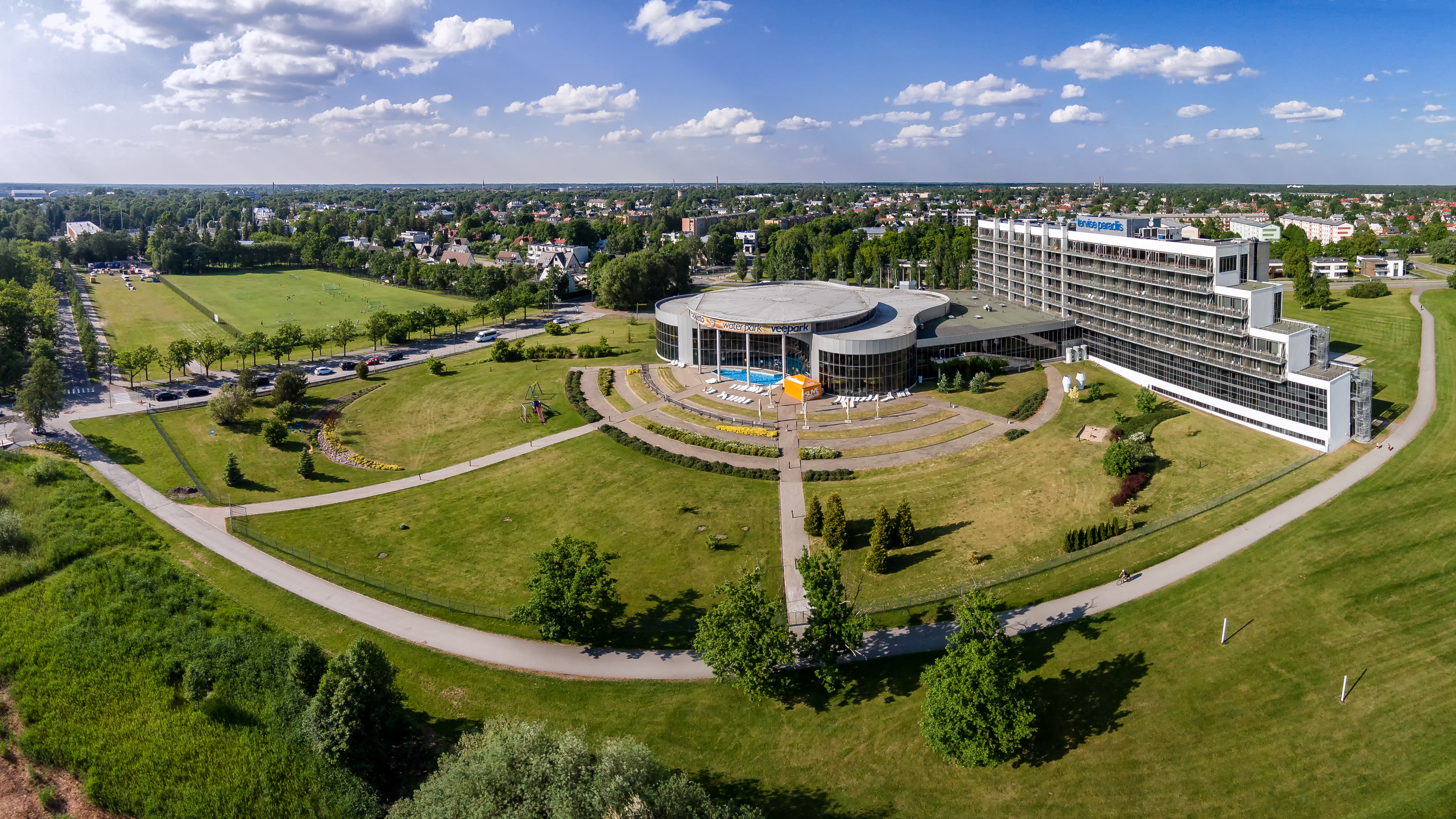
Side 14, Tervise Paradiis.